# Aethridae
Super-famille
Famille
Les Aethridae sont une famille de crabes, la seule de la super-famille des Aethroidea. Elle comprend près de 40 espèces actuelles et près de 50 fossiles dans 14 genres dont sept fossiles.

## Liste des genres
Selon World Register of Marine Species (24 juin 2016) :
- Actaeomorpha Miers, 1877
- Aethra Latreille, 1816
- Drachiella Guinot in Serène & Soh, 1976
- Hepatella Smith in Milne-Edwards, 1863
- Hepatus Latreille, 1802
- Osachila Stimpson, 1871
- Sakaila Manning & Holthuis, 1981
- †Eriosachila Blow & Manning, 1996
- †Hepatiscus Bittner, 1875
- †Mainhepatiscus De Angeli & Beschin, 1999
- †Matutites Blow & Manning, 1996
- †Prehepatus Rathbun, 1935
- †Priabonella Beschin, De Angeli, Checchi & Mietto, 2006
- †Pseudohepatiscus Blow & Manning, 1996

## Référence
- Dana, 1851 : On the classification of the Cancroidea. American Journal of Science and Arts, ser. 2, vol. 12, n. 12, p. 121–131.

## Sources
- Ng, Guinot & Davie, 2008 : Systema Brachyurorum: Part I. An annotated checklist of extant brachyuran crabs of the world. Raffles Bulletin of Zoology Supplement, n. 17 p. 1–286.
- De Grave & al., 2009 : A Classification of Living and Fossil Genera of Decapod Crustaceans. Raffles Bulletin of Zoology Supplement, n. 21, p. 1-109.